# 自达尔文以来
《自达尔文以来》是一本由古生物学家史蒂芬·古爾德创作的科普图书，1977年由W·W·诺顿公司出版，结集出版了作者1974至77年间发布在《自然历史》（Natural History）杂志上的随笔。